# Röören, Raseborg
Röören är en ö i Finland. Den ligger i Finska viken och i kommunen Raseborg i den ekonomiska regionen  Raseborg i landskapet Nyland, i den södra delen av landet. Ön ligger omkring 76 kilometer väster om Helsingfors.
Öns area är 0,7 hektar och dess största längd är 130 meter i sydöst-nordvästlig riktning. Närmaste större samhälle är Ekenäs, 18,7 km nordväst om Röören.